# Colletes coriandri
Colletes coriandri är en biart som beskrevs av Pérez 1895. Colletes coriandri ingår i släktet sidenbin, och familjen korttungebin. Inga underarter finns listade i Catalogue of Life.